# Les Hanois
Les Hanois ou Les Hanoveaux forment un archipel d'îles et d'îlots situés au large de la côte occidentale de l'île de Guernesey. Elles dépendent de la paroisse de Pleinmont-Torteval.

## Géographie
Les îles Les Hanois s'étendent face à la pointe de Pleinmont qui s'avance dans la mer dans leur direction.
Face au danger pour la navigation et nombreux naufrages dans les parages de cet archipel qui affleure de l'eau, le phare Les Hanois fut construit dans l'archipel, sur un des rochers dénommé Le Biseau ou Le Bisé, faisant partie des îlots des Hanois ou des Hanoveaux qui émergent au large de la côte occidentale de Guernesey. Ce groupe d'îlots (Le Biseau, Le Bisé, Le Grand Hanois, Le Petit Hanois, La Percée, Rond Rocque et La Grosse Rocque) dépendent du territoire de Pleinmont-Torteval situé dans la paroisse de Torteval. 

## Liens externes

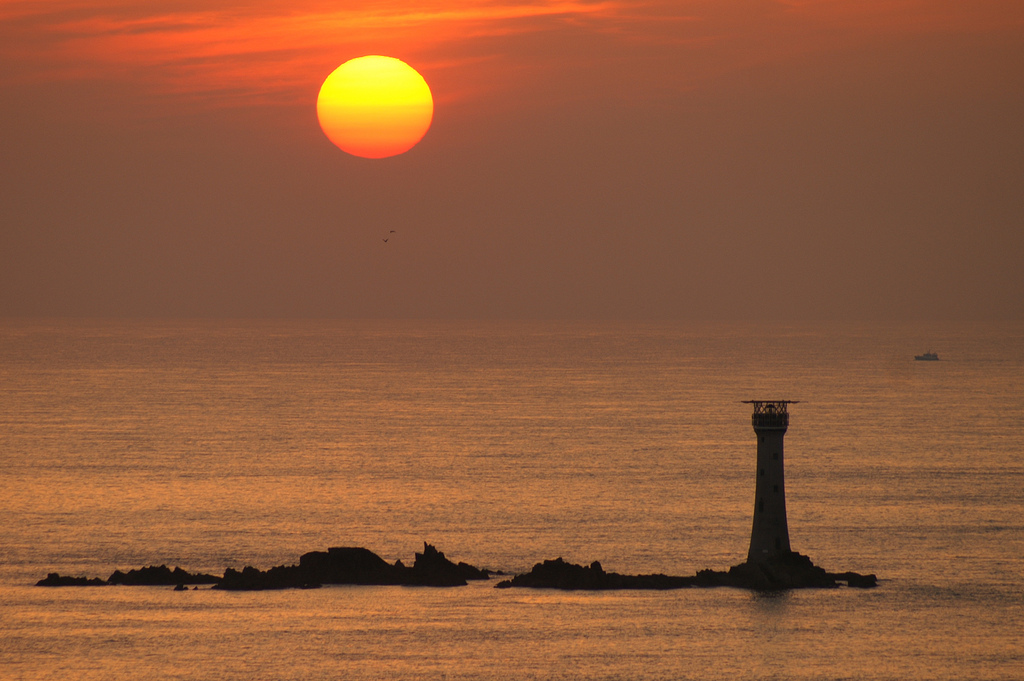
Coucher de soleil sur Les Hanois.

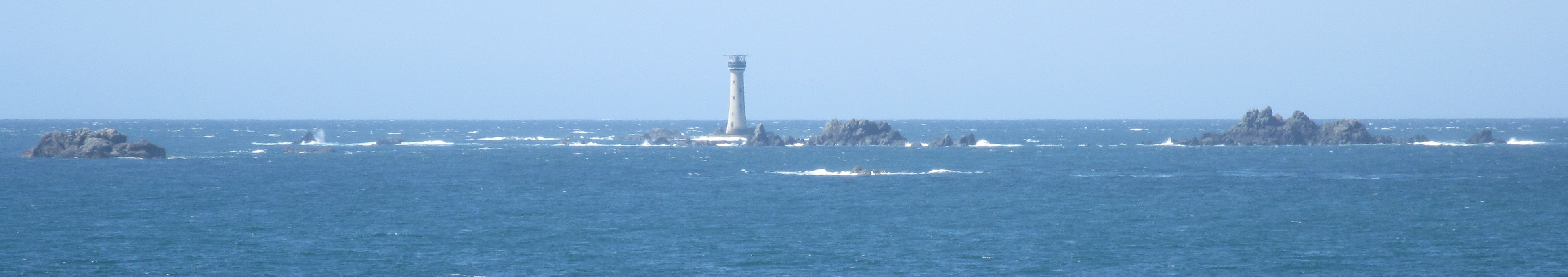
Panorama sur l'archipel des îles Les Hanois.